# Granja (Ceará)
Granja is een gemeente in de Braziliaanse deelstaat Ceará. De gemeente telt 53.952 inwoners (schatting 2009).